# Eichsfeld (Gau)
Der Eichsfeldgau war ein mittelalterlicher Gau im heutigen Obereichsfeld im nordwestlichen Thüringen.

## Geographie

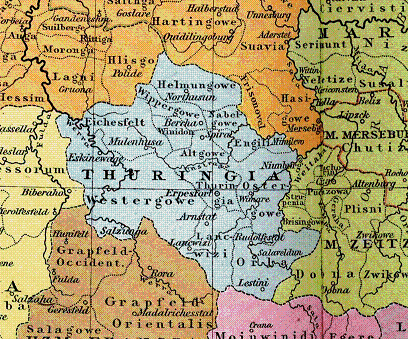
Der Gau Eichesfelt im nordwestlichen Thüringen um das Jahr 1000

Das ursprüngliche Eichsfeld lag zwischen Heilbad Heiligenstadt an der Leine und Mühlhausen an der Unstrut. Eine genaue Abgrenzung der Gaue ist schwierig, da sich zu unterschiedlichen Zeiträumen die Grenzen und auch die Bezeichnungen geändert haben. Die Region zwischen Heiligenstadt und dem Rusteberg kann ohne urkundliche Nachweise keiner der bekannten Gaubezeichnungen zugeordnet werden. Nach Siebert wurde das Eichsfeld in Zehnte eingeteilt, dem nördlichen Zehnt um Heiligenstadt, den mittleren Zehnt im oberen Eichsfeld und die östliche Zehnt um Mühlhausen.
Nachbargaue und nahe Gaue waren: Gau Ohmfeld (Nordosten), Wippergau und Gau Winidon (Osten), Altgau (Südosten), Westergau (Süden und Südwesten), der Leinegau im Nordwesten sowie der Liesgau mit der Mark Duderstadt im Nordosten. Eine Abgrenzung nach Westen ist nicht bekannt, das Land an der Werra hat vermutlich nicht mehr dazugehört. Zu welchen Gau das südwestliche Eichsfeld, die untere Werra und das Land bis zum Meißner ursprünglich gehörte, ist nicht genau bekannt. Erst westlich des Meißners beginnt der Hessengau. Einzelne Autoren verorten dieses Gebiet im sogenannten Ahagau, einem chattisch besiedelten Landstrich, welcher nach dem Jahr 970 der Germar-Mark zugerechnet wurde.

## Geschichte
Das mittlere und südliche Eichsfeld war thüringisches Stammesgebiet. Nach der Zerschlagung des Thüringer Königreiches kamen die Gebiete nördlich der Unstrut und damit auch dieser Teil des Eichsfeldes unter fränkischen und dann sächsischen Einfluss.
Das Eichsfeld wurde erstmals am 28. Januar 897 urkundlich erwähnt. Arnulf von Kärnten bestätigte in einer Urkunde in Regensburg den Gütertausch in pago Eichesfelden zwischen dem Abt Huki von Fulda und dem Grafen Konrad. Die getauschten Orte Ammern, Görmar, Lengefeld (das Lengefeld bei Mühlhausen), Amiliehausen (Wüstung bei Mühlhausen), Diedorf und Dachrieden gehörten außer Diedorf zum Mühlhäuser Stadtgebiet und bildeten vermutlich die südliche Grenze zum (süd)thüringischen Westergau. Später wurde dieser südliche Grenzbereich als Germar-Mark bezeichnet und bildete einen eigenen Gau. 
Die getauschten Güter des Grafen Konrad des Älteren lagen in der Grafschaft des sächsischen Herzogs Otto und kamen damit an das Kloster Fulda. 
Zunächst noch königliches Eigentum kam der Eichsfeldgau um 970 an die Grafen von Bilstein (mit Wigger I. auch Graf der Germar-Mark). Im Jahr 1022 wird nochmals die Gaubezeichnung „in pago Eichesvelt“ in einer Urkunde genannt, als die nördlichen Anteile des Eichsfeldes im Leinetal schrittweise an die Mainzer Erzbischöfe gelangten. Darin schenkte der  Kaiser Heinrich II. dem Kollegiatstift zu Heiligenstadt unter anderem zwei Höfe in Geisleden.
1130 kam das Gebiet durch Heirat von den Grafen von Bielstein an die thüringischen Landgrafen. Unter der Lehensherrschaft der ludowingischen und dann wettinischen Landgrafen von Thüringen übten später die Grafen von Gleichen das Grafenrecht über das Eichsfeld aus, darüber hinaus auch auf das Mühlhäuser Reichsgut. Mit Einverständnis des Lehnsherren Landgraf Albert von Thüringen verkaufte 1294 der Graf Heinrich von Gleichen (genannt Gleichenstein) seine im Kerngebiet des ehemaligen Eichsfeldgaues gelegenen  Burgen Gleichenstein, Scharfenstein und Birkenstein an die Erzbischöfe von Mainz. Diese benannten dann all ihre östlich der Werra erworbenen Landesteile im späteren Ober- und Untereichsfeld nach dem ehemaligen Gau Eichsfeld.
Der Gaugerichtsplatz befand sich zunächst in Dingelstädt, einem alten Thingplatz, erst in später kurmainer Zeit wurde das Gericht auf die Burg Gleichenstein verlegt. Sondergerichte bestanden in Bickenriede (Kloster Anrode), Effelder (Kloster Zella), Martinfeld (von Bodungen), Bernterode (von Tastungen) und Kalteneber.

## Grafen
Herzöge von Sachsen:
- Otto I. (Sachsen) (bis 912)
- Heinrich I. (Ostfrankenreich) (912–936)

Wigger I.
Grafen von Weimar:
- Wilhelm III. (Weimar) (1022)
- Wilhelm IV. (Weimar) (bis 1062)
- Otto I. (Weimar) (bis 1067)

Grafen von Tonna und Gleichen
- Graf Erwin I. (vermutlich 1104–1116)